# Ander Barrenetxea (wielrenner)
Ander Barrenetxea Uriarte (Galdakao, 29 maart 1992) is een Spaans-Baskisch wielrenner die anno 2019 rijdt voor Euskadi Basque Country-Murias.

## Carrière
In 2017 nam Barrenetxea, in dienst van Euskadi Basque Country-Murias, onder meer deel aan de Challenge Mallorca en de Ronde van Burgos. Omdat de ploeg in 2018 een stap hogerop deed werd Barrenetxea in dat jaar prof.

## Resultaten in voornaamste wedstrijden
|      | \| Jaar \| Waalse Pijl \| Clásica San Sebastián \| \| ---- \| ----------- \| --------------------- \| \| 2019 \| opgave \| opgave \| |                       |
| Jaar | Waalse Pijl | Clásica San Sebastián |
| 2019 | opgave | opgave                |

## Ploegen
- 2015 –  Murias Taldea
- 2016 –  Euskadi Basque Country-Murias
- 2017 –  Euskadi Basque Country-Murias
- 2018 –  Euskadi Basque Country-Murias
- 2019 –  Euskadi Basque Country-Murias

Bagües · Barrenetxea · Bizkarra · Bravo · Estévez · García · González · Insausti · Intziarte · Lizarralde · Orbe · Txoperena · Aranburu (stagiair)
Aranburu · Bagües · Barrenetxea · Bizkarra · Bravo · Estévez · Ad. González · Ai. González · Insausti · Iturria · Lizarralde · Olaberria · Txoperena · Udondo · Irizar (stagiair) · Rodríguez (stagiair)
Bagües · Barrenetxea · Bizkarra · Bravo · Estévez · Ad. González · Ai. González · Irizar · Iturria · Lizarralde · Olaberria · Rodríguez · Txoperena · Udondo · Barthe (stagiair) · Juaristi (stagiair)
Aberasturi · Aristi · Bagües · Barceló · Barrenetxea · Barthe · Bizkarra · Bravo · González · Irizar · Iturria · Loubet · Prades · Ó. Rodríguez · S. Rodríguez · Sáez · Samitier · Sanz · Txoperena · Udondo
Aristi · Bagües · Barceló · Barrenetxea · Barthe · Berrade · Bizkarra · Bravo · González · Intxausti · Irizar · Iturria · López-Cózar · Ó. Rodríguez · S. Rodríguez · Sáez · Samitier · Sanz · Udondo · Viejo